# Boris Pašanski
Boris Pašanski es un jugador profesional de tenis nacido el 3 de noviembre de 1982 en Belgrado, Serbia. Alcanzó por primera vez un lugar en el top-100 del ranking mundial en 2005, gracias a una excelente campaña en el nivel challenger, ganando 5 torneos de la categoría en 9 finales disputadas

## Títulos (7)

### Individuales (7)
| Leyenda                |
| Grand Slam (0)         |
| Tennis Masters Cup (0) |
| ATP Masters Series (0) |
| ATP Tour (0)           |
| Challengers (7)        |

| N.º | Fecha                    | Torneo                 | Superficie    | Oponente en la final       | Resultado      |
| --- | ------------------------ | ---------------------- | ------------- | -------------------------- | -------------- |
| 1.  | 19 de julio de 2004      | Tampere, Finlandia     | Tierra batida | Eric Prodon (Francia)      | 6-2 3-6 6-2    |
| 2.  | 4 de julio de 2005       | Budaors, Hungría       | Tierra batida | Vasilis Mazarakis (Grecia) | 6-3 6-2        |
| 3.  | 18 de julio de 2005      | Tampere, Finlandia     | Tierra batida | Roko Karanušić (Croacia)   | 7-6(5) 4-6 7-5 |
| 4.  | 15 de agosto de 2005     | Samarcanda, Uzbekistán | Tierra batida | Vasilis Mazarakis (Grecia) | 6-3 6-2        |
| 5.  | 12 de septiembre de 2005 | Budapest, Hungría      | Tierra batida | Vasilis Mazarakis (Grecia) | 4-6 6-3 6-0    |
| 6.  | 14 de noviembre de 2005  | Aracaju, Brasil        | Tierra batida | Nicolás Lapentti (Ecuador) | 7-6(11) 7-5    |
| 7.  | 23 de enero de 2006      | Santiago, Chile        | Tierra batida | Paul Capdeville (Chile)    | 6-2 7-6(11)    |

### Finalista en individuales (8)
- 2003: Budapest (pierde ante Johan Settergren)
- 2003: Liubliana (pierde ante Jiri Vanek)
- 2005: Dresde (pierde ante Vasilis Mazarakis)
- 2005: Cuenca (pierde ante Zack Fleishman)
- 2005: Saransk (pierde ante Ígor Kunitsyn)
- 2005: Montevideo (pierde ante Juan Martín del Potro)
- 2006: Aracaju (pierde ante Sergio Roitman)
- 2010: Nápoles-2 (pierde ante Fabio Fognini)

### Dobles (0)
| Leyenda                |
| Grand Slam (0)         |
| Tennis Masters Cup (0) |
| ATP Masters Series (0) |
| ATP Tour (0)           |